# Anoraknophobia
Anoraknophobia är Marillions tolfte studioalbum som släpptes i maj 2001. 

## Bakgrund
Anoraknophobia var det första albumet som ingick i en kampanj, s.k. Gräsrotsfinansiering, där skivan förbetalades av 12 674 fans, ett år innan albumet var inspelat. 
Alla namn på dem som förbeställde fick vara med i innerkonvolutet på  en begränsad CD-upplaga som även hade en bonus skiva. Dave Meegan, som hade producerat både "Brave" och "Afraid of Sunlight" återkom och arbetade med albumet år 2000 till tidigt året därpå, och med en färdiginspelad betald skiva, distribuerades den till butiker av EMI.
I februari 2001 släpptes en förkortad version av låten "This is the 21st Century" gratis på hemsidan mp3.com. I september 2001 släpptes "Between you and me" tillsammans med "Map of the world" som dubbel A-sida singel i fysisk form.
Två europaturnéer följde, inget besök i Skandinavien.

## Låttitlar
1. Between You And Me  [6:27]
2. Quartz  [9:06]
3. Map Of The World  [5:02]
4. When I Meet God  [9:17]
5. The Fruit Of The Wild Rose  [6:57]
6. Separated Out  [6:17]
7. This Is The 21st Century  [11:07]
8. If My Heart Were A Ball It Would Roll Uphill  [9:28]

Till dem som förbetalade skivan ingick det en Bonus-CD:
1. Number One  [2:48]
2. The Fruit of the Wild Rose (Demo) [6:20]
3. Separated Out (Demo) [6:04]
4. Between You and Me (Mark Kelly Remix) [5:08]

samt två videos på Number One och Map of the World.